# 曹县
曹县在中国山东省西南部，是菏泽市所辖的一个县，邻接河南省。縣人民政府駐地磐石街道。
明洪武四年（1371年），降曹州為曹縣，後復置曹州，曹縣此稱沿用至今。曾獲得“中國蘆筍之鄉”“中國泡桐加工之鄉”“中國食品工業百強縣”、“中國平原綠化先進縣”、中國首批規模化克隆牛實驗基地等榮譽。

## 历史沿革
曹县在夏朝属莘国、亳邑和贯国，商朝属都城亳城，周朝属宋国、卫国，春秋时属曹国、宋国，战国时属魏国、楚国，秦朝属砀郡、东郡，西汉属兖州、梁国，三国属曹魏，东晋先后属后赵、前燕、前秦、后燕、东晋等国，南北朝属南朝宋和北朝魏。魏孝昌三年（527年），在济阴郡定陶设立西兖州，至北周宣政元年（578年），西兖州改为曹州。隋朝大业二年（606年），曹州改为济阴郡。唐朝武德四年（621年）济阴郡改为曹州。宋朝曹州改为兴仁府。金天会八年（1130年）兴仁府改为曹州。明朝洪武四年，曹州降为曹县，此为曹县作为行政建制的开始，属济宁府（洪武十八年（1385年）济宁府降为济宁州）。正统十年（1445年）十二月，曹县属重新设立的曹州（清朝雍正十三年（1735年）曹州升为曹州府）。
辛亥革命后，废府州厅改县，曹县属济宁道（1913年1月曹州府所属的兖沂曹济道改为岱南道，1914年岱南道改为济宁道）。1928年废除道制，曹县直属山东省。在国民政府区划下，曹县于1937年划属山东省第十专署，于1938年6月改属山东省第十一区行政督察专员公署。1940年8月，中国共产党鲁西南地委在曹县建立抗日政府。1941年5月，冀鲁豫边区第三专署在曹县建立，曹县抗日政府属第三专署（其后第三专署相继改为第七专署、二十二专署、二十专署、十专署、五专署）。1943年3月，为纪念刘齐滨，析曹县西北部设立齐滨县。9月，析曹县、成武县部分区域设立成曹县。1946年6月曹县抗日政府改为民主政府。1948年9月曹县国民政府解体。1949年8月，华北人民政府平原省建立，撤销冀鲁豫边区第五专署，设立菏泽专区，齐滨县并入曹县，曹县属菏泽专区。1949年，冉区30余村及马集、力本屯30余村划归定陶县；安陵、大黄集50余村划归菏泽县；黄河故道以南30余村划归河南省商丘县；李家滩村划归河南省考城县；民权县数村归入曹县。1956年3月，复程县撤销，其7个区的5个区划属曹县。1952年11月30日，撤销平原省，曹县随菏泽专区改属山东省。1958年10月撤销菏泽专区，曹县属济宁专区。1959年9月，恢复菏泽专区，曹县属菏泽专区（1967年3月菏泽专区改为菏泽地区，2000年6月菏泽地区改为菏泽市）。

## 行政区划
曹县下辖5个街道办事处、21个镇：
曹城街道、磐石街道、青菏街道、郑庄街道、倪集街道、庄寨镇、普连集镇、青堌集镇、韩集镇、砖庙镇、古营集镇、魏湾镇、侯集回族镇、苏集镇、孙老家镇、阎店楼镇、梁堤头镇、安蔡楼镇、邵庄镇、王集镇、青岗集镇、常乐集镇、大集镇、仵楼镇、楼庄镇和朱洪庙镇。

## 人口
根據第七次全国人口普查數據，截至2020年11月1日零時，曹縣常住人口為1384282人。

## 交通
铁路：京九铁路过境，设曹县站。
公路：济广高速公路、日兰高速公路，105国道、220国道以及十二条省干道过境；
曹县县城距离商丘铁路枢纽和菏泽铁路枢纽均为50公里，距离菏泽牡丹机场20公里，距离郑州新郑国际机场190公里，距离济南遥墙国际机场270公里。
曹县城区公交线路9条、510辆车，城区外公交线路16条、182辆车运营正常，通公交率达80.9%。

## 地理
曹县位于山东省西南部，与鲁、豫两省九县(区)相邻，属黄河冲积平原。曹县南北最大纵距55.6公里，东西最大横距68.8公里，总面积1967.02平方公里。县城南距商丘市区48公里，西距民权县城50公里，北距定陶城区和菏泽市区分别为26公里、50公里，东距成武县城和单县县城分别为38公里、43公里；距济南市302公里，距北京市707公里。
曹县水资源丰富，是黄河水进入山东的第一站，人均占有量是山东平均水平的1.47倍。矿产资源丰富，目前经初步估算，曹县煤田煤炭资源总储量超过50亿吨，是华东地区目前探明的最大一块优质煤田，适合筹建大型煤化工基地。
| 曹县                         | 曹县    | 曹县     | 曹县     | 曹县     | 曹县     | 曹县     | 曹县      | 曹县      | 曹县      | 曹县     | 曹县     | 曹县     | 曹县     |
| 月份                         | 1月     | 2月      | 3月      | 4月      | 5月      | 6月      | 7月       | 8月       | 9月       | 10月     | 11月     | 12月     | 全年     |
| ---------------------------- | ------- | -------- | -------- | -------- | -------- | -------- | --------- | --------- | --------- | -------- | -------- | -------- | -------- |
| 平均高温 °C（°F）            | 5 (41)  | 8 (46)   | 15 (59)  | 21 (70)  | 26 (79)  | 31 (88)  | 32 (90)   | 30 (86)   | 26 (79)   | 22 (72)  | 13 (55)  | 7 (45)   | 20 (68)  |
| 日均气温 °C（°F）            | 0 (32)  | 3 (37)   | 9 (48)   | 15 (59)  | 20 (68)  | 25 (77)  | 27 (81)   | 26 (79)   | 21 (70)   | 15 (59)  | 7 (45)   | 1 (34)   | 14 (57)  |
| 平均低温 °C（°F）            | −3 (27) | -0 (32)  | 4 (39)   | 9 (48)   | 15 (59)  | 20 (68)  | 23 (73)   | 22 (72)   | 17 (63)   | 11 (52)  | 3 (37)   | −2 (28)  | 10 (50)  |
| 平均降水量 mm（）            | 4 (0.2) | 13 (0.5) | 17 (0.7) | 43 (1.7) | 54 (2.1) | 63 (2.5) | 187 (7.4) | 128 (5.0) | 105 (4.1) | 24 (0.9) | 38 (1.5) | 10 (0.4) | 686 (27) |
| 平均相對濕度（％）           | 63      | 64       | 60       | 66       | 68       | 66       | 80        | 84        | 80        | 71       | 73       | 66       | 70       |
| 来源：中国天气网曹县历史天气 |         |          |          |          |          |          |           |           |           |          |          |          |          |

## 经济
2020年，曹县全县实现生产总值463.82亿元人民币，比上年增长4.1%。其中，第一产业增加值48.37亿元，第二产业增加值186.09亿元，第三产业增加值229.35亿元。

### 第一产业
2020年，曹县粮食收获总面积310.9万亩，总产149.76万吨，平均亩产481.7公斤。全县一亩以上牡丹种植面积14961.49亩，牡丹籽年产量1800吨。生猪存栏72万头，出栏105万头；大牲畜存栏8.5万头，出栏5万头，其中奶牛存栏3.73万头；肉羊存栏65万只，出栏80万只；家禽存栏1100万只，出栏2000万只。

### 第三产业
2020年，曹县社会消费品零售总额310亿元，商贸物流交易额500亿元。进出口总额85.6亿元，其中出口82.36亿元，进口3.24亿元。全县利用外资851万美元。

#### 电子商务
2020年，曹县电商销售额突破156亿元，位列山东省县域第一。全县电商企业5000家，网店6万余家，电商带动30万人创业就业，其中5万为返乡创业人员。
历史上，曹县传统的服饰产业零散地分布在县域南部的大集镇、孙老家镇和闫店镇一带，北部则以传统木制品为主，这里的桐木拼版、家具配件、柳编等小有名气，而东西两侧是以芦笋为主的农副产业带，自发形成的产业集聚适应了网络时代的产业集群特点。为此，曹县分门别类地进行了重点规划和集中打造，形成了表演服装产业群、木制品产业集群、农副产品产业集群三大电商产业带。
2009年，曹县大集镇丁楼村村民任庆生借钱开了淘宝网店，销售影楼服饰。当他成功赚钱后，不少村民竞相效仿。据媒体统计，经过十多年的发展，大集镇每年承包了中国大陆电商平台上约70%的演出服。丁楼村则在2018年实现了人均收入超过10万元人民币，大幅超越北上广深。
2019年，曹县在汉服相关产业发展速度快，开始力推单价几百元的平价汉服，到2020年即占据了汉服三分之一的网络销售额。據統計，曹縣約有漢服及上下游相關企業2000多家，漢服加工企業超過600家，現在山東曹縣成為平價漢服的生產銷售主力。和杭州、廣州以及成都等城市爭奪中国大陆漢服市場的版圖。

## 轶事

### 网络走红
由于抖音的一位博主经常在自己的视频用方言大喊“山东菏泽曹县牛批666我的宝贝”，引来其他网民跟风模仿，进而引起对曹县的讨论。曹县广播电视台的认证账号也充斥着网民的调侃。
2021年5月14日，抖音相关负责人称，4月14日到5月13日期间，抖音上曹县相关视频总播放量达到2.68亿，#曹县、#山东菏泽曹县两个话题的总播放量超过4.8亿。对于网上的调侃，县长梁惠民在5月17日上午表示，不论是正面宣传还是哗众取宠，都是网络上的调侃。梁惠民又认为，首先网民非常关心来自家乡的信息与家乡的发展；其次家乡的变化很大以至不敢相信。梁惠民还表示，不论是不是调侃，欢迎关注关心的网民来曹县走一走看一看。

### 挂牌“宇宙中心”
2022年5月25日，一个数米高的门柱上镶有“宇宙中心”正式挂牌上线。5月27日当地宣传部回复记者称“正在了解谁建的，将考量如何处置”。